# グレゴリー・ガドゥボワ
- グレゴリー・ガーデボア
- グレゴリー・ガデボワ
- グレゴリー・ガドボワ

グレゴリー・ガドゥボワ（Grégory Gadebois, 1976年7月24日 - ）は、フランスの俳優、コメディアン。グレゴリー・ガーデボアと表記されることもある。

## 略歴
フランス国立高等演劇学校で学んだ後にコメディアンとして活動を始め、その後、俳優としても活動するようになると、2011年の映画『Angèle et Tony』で第37回セザール賞の有望男優賞を受賞する。
2006年から2012年までコメディ・フランセーズの団員で、その間の出演映画の中には「Grégory Gadebois de la Comédie Française」とクレジットされるものもあった。

## 主な出演作品
- ゴー・ファースト 潜入捜査官 Go Fast (2008)
- ピアノ調律師 L'accordeur (2010) ※短編映画、フランス映画祭2011にて上映[4]
- マリー・アントワネットに別れをつげて Les Adieux à la reine (2012)
- 画家モリゾ、マネの描いた美女 名画に隠された秘密 Berthe Morisot (2012) ※テレビ映画
- リターンド/RETURNED Les Revenants (2012-2015) ※テレビシリーズ
- 魂を治す男 Mon âme par toi guérie (2013) ※第26回東京国際映画祭ワールド・フォーカスにて上映
- アルジャーノンに花束を Des fleurs pour Algernon (2014) ※テレビ映画、日本ではTV5MONDEにて放映[5]
- 熱風 Coup de chaud (2015) ※日本劇場未公開
- ユダヤ人だらけ Ils sont partout (2016) ※日本ではNetflixで配信
- アルゴンヌ戦の落としもの Cessez-le-feu (2016) ※日本劇場未公開
- グッバイ・ゴダール! Le Redoutable (2017)
- マルヴィン、あるいは素晴らしい教育 Marvin ou la belle éducation (2017) ※フランス映画祭2018にて上映
- ザ・ゲーム 〜赤裸々な宴〜 Le jeu (2018) ※日本劇場未公開、2016年のイタリア映画『おとなの事情』のリメイク
- 今さら言えない小さな秘密 Raoul Taburin (2018)
- オフィサー・アンド・スパイ J'accuse (2019)
- デリシュ! Délicieux (2021)
- すべてうまくいきますように Tout s'est bien passé (2021)
- キャメラを止めるな! Coupez! (2022)
- 私はモーリーン・カーニー 正義を殺すのは誰? La Syndicaliste (2022)
- ジュリア(s) Le Tourbillon de la vie (2022)